# Hermandad de la Vera-Cruz (Moguer)
La Muy Antigua, Fervorosa, Venerable, Real, Ilustre y Franciscana Hermandad del Santísimo Cristo de la Vera-Cruz y Ntra. Sra. de la Soledad es una cofradía del pueblo de Moguer, en la provincia de Huelva (España).
- Popularmente conocida como "La Vera-Cruz".
- Fundada el 30 de abril de 1573 y reorganizada en el año 1792 y después en 1943.
- Sede:Parroquia de Nuestra Señora de la Granada.
- Horario procesional: 20:30 hasta las 00/01
- Penitentes: las túnicas, cíngulo de esparto y antifaz negro. El escudo se sitúa en el antifaz, a la altura del pecho. Durante el siglo XX los penitentes vestían las túnicas blancas y antifaz verde olivo.
- Imágenes: el actual Cristo de la Vera-Cruz es una imagen realizada por Joaquín Moreno Daza en 1989. La Virgen de la Soledad es una imagen del año 1972. Las antiguas imágenes de la cofradía desaparecieron en la Guerra Civil.
- Pasos: la procesión consta de 2 pasos. El primer paso porta al Santísimo Cristo de la Vera-Cruz. El segundo paso porta a Ntra. Sra. de la Soledad bajo palio.

La primitiva hermandad se fusionó con la Hermandad del Santo Entierro en 1867. Tras la desaparición de sus titulares en la guerra civil, procesionó nuevamente el Viernes Santo de 1944, una vez adquirida la anterior imagen del Cristo de la Vera-Cruz.

## Historia

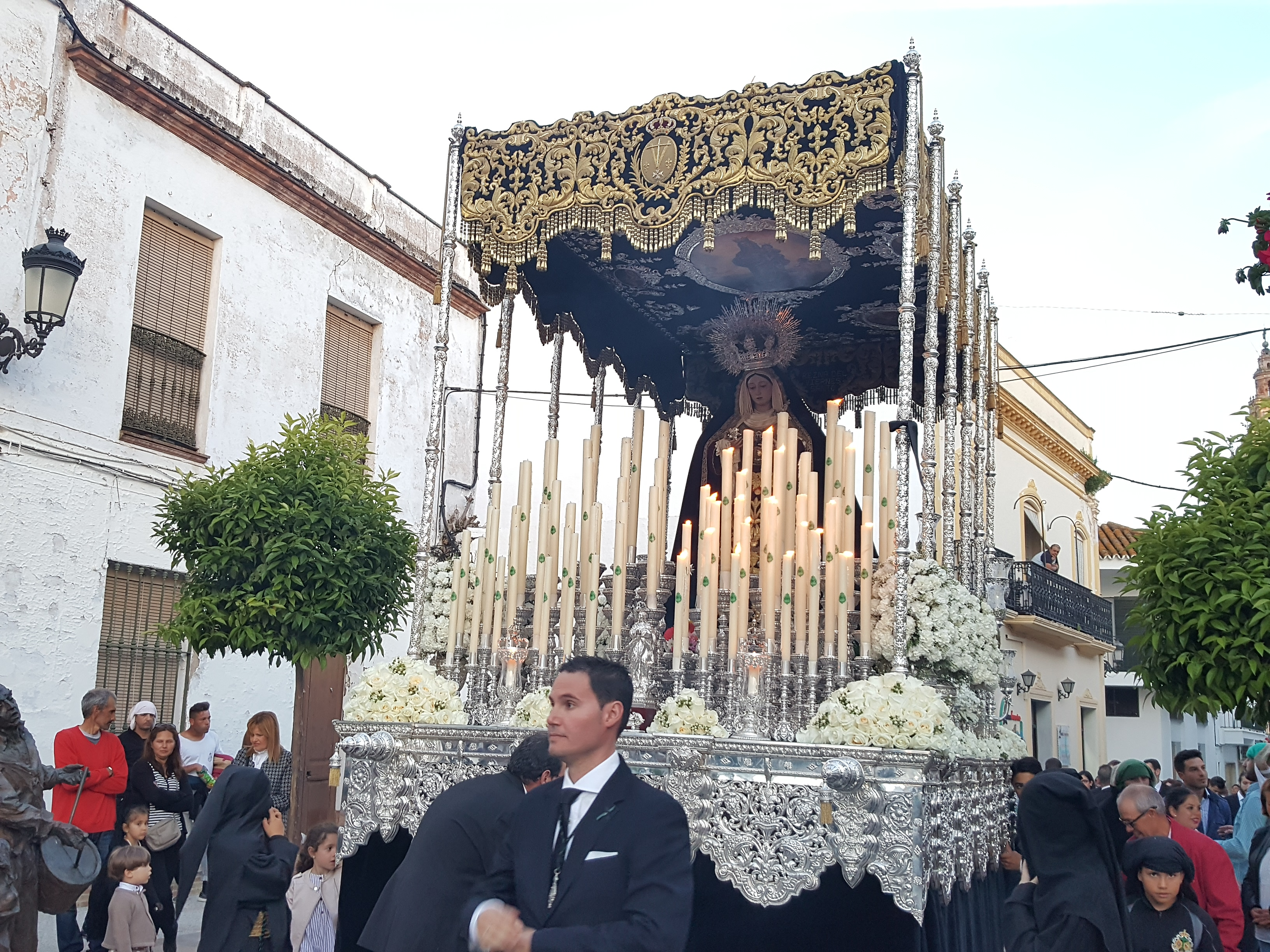
Paso Virgen de la Soledad en procesión.

### Orígenes y fundación
El culto a la Cruz, tuvo su origen en la ciudad de Moguer en la Baja Edad Media, cuando los franciscanos, custodios de los Santos Lugares, extendieron su culto por todo occidente al mismo tiempo que a la Sangre de Cristo; la existencia de esta última posiblemente como instituto de Sangre, está datada en Moguer allá por 1348-1350, coincidiendo con la llegada de la comunidad franciscana a la ciudad, siendo éste probablemente el origen de la cofradía que nos ocupa, pues en un principio casi todas estuvieron unidas o eran la misma con varias acepciones, tratándose de un grupo de personas que se reunirían para dar culto a la Cruz.
Según el testamento otorgado en Moguer por Domingo Gómez, el 8 de septiembre de 1343 confirma los indicios de culto a la Cruz, pues en la invocación testamentaria hace referencia a aquel verdadero dios que vino en la verdadera cruz por todo el mundo saluar ...... Al igual que su mujer Lazarena Fernández que el 20 de enero de 1349 también recogió en su invocación testamentaria su devoción al Sagrado Leño en la siguiente forma: e creyendo firmemente en aquel verdadero Dios que veno en la vera+cruz a todo el mundo a saluear, e temiendo la muerte natural.

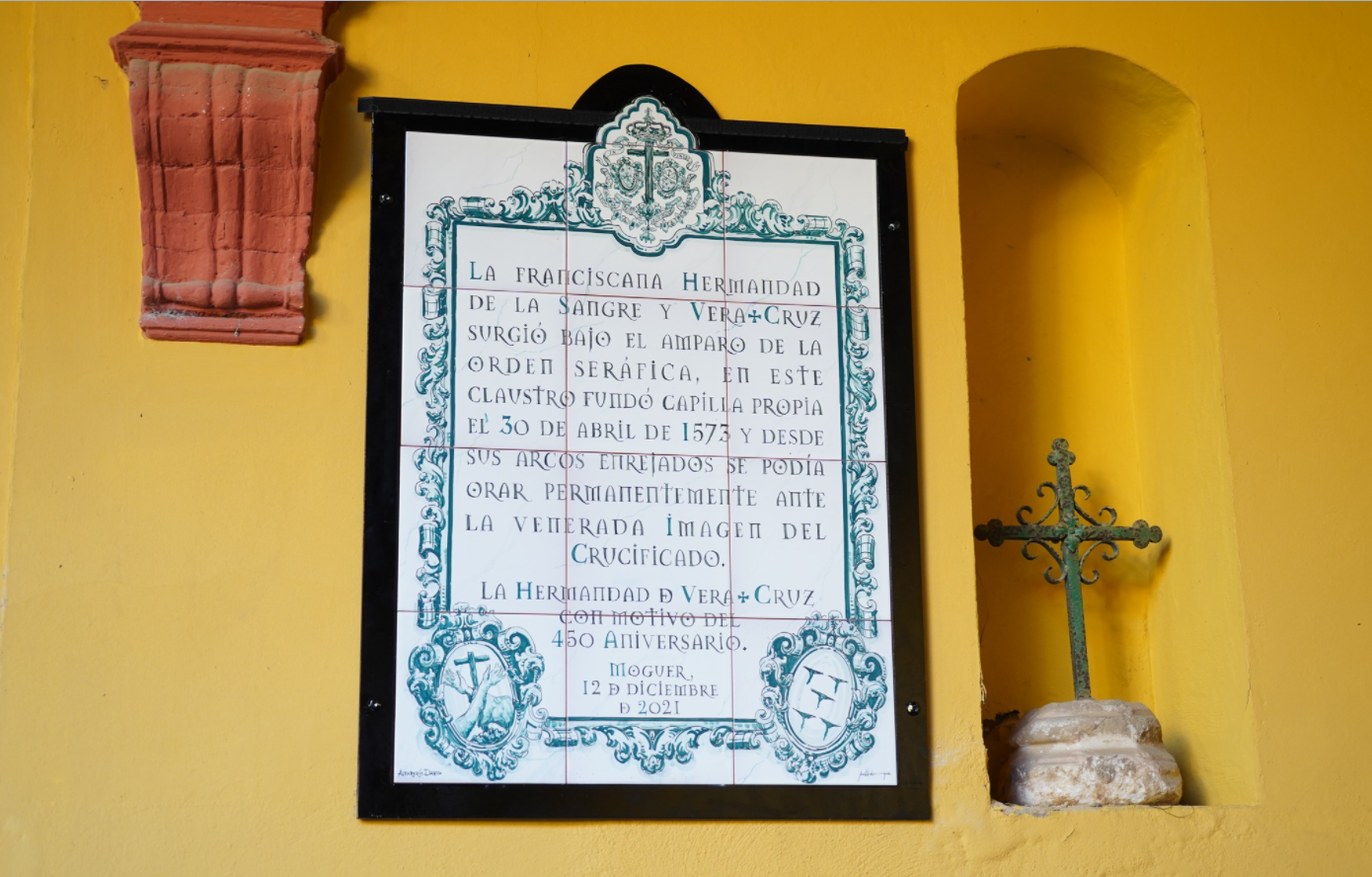
Azulejo 450 aniversario fundación.

Sea como fuere el origen de la devoción a la Santa Vera+Cruz en Moguer, su cofradía como tal, no estaría constituida hasta el 30 de abril de 1573 en el Convento de San Francisco. Al igual que sus homónimas tendría un carácter disciplinante o de sangre muy de acuerdo con las predicaciones de San Vicente Ferrer en España (1350-1416). Según documentación, sus componentes en aquella fecha eran de una clase social acomodada, pues ocupaban cargos públicos y se dedicaban a profesiones liberales: médicos, abogados, escribanos públicos, etc.  Sin embargo se trataba de una cofradía abierta que daba cabida a todo tipo de hermanos ya fueran caballeros, eclesiásticos o personas de estratos sociales menos acomodados. La única diferencia se establece en el carácter de sus hermanos en el cortejo penitencial, se trata de los hermanos de sangre (disciplinantes) y los hermanos de luz. 
Dado su carácter franciscano, no es de extrañar que dicha cofradía pidiera a Fray Francisco Carrillo, guardián del Convento de San Francisco, un lugar donde fundar capilla, previa licencia del Ministerio Provincial de los Frailes Menores de la Observancia de Andalucía y Granada que entrega a sus cofrades un sitio para que labren capilla en el lienzo donde se encuentra la sacristía hasta el testero y cocina, dicho sitio solía ser bodega y casa de Moguer de unos 20 pies de hueco, comprometiéndose el hermano mayor, Antón García Vanegas y los demás cofrades a realizar para el convento una bodega, casa de mozos y caballeriza para su servicio. Además se vieron obligados a exornar la capilla, colocar un retablo y reja de madera en los arcos de la misma, a través de la cual se pudiera ver la venerada imagen del Cristo. etc. Dicha capilla debía contar con bóveda funeraria para que se llevara a cabo enterramientos. 
Esta actividad queda confirmada por el testamento efectuado el 22 de marzo de 1586 por Alonso Vicente, vecino de Hinojosa  mando a la cofradía de Sangre y Vera+Cruz de esta villa doce reales los cuales se le paguen de mis bienes y ruego y pido por amor de Dios al hermano mayor e oficiales y demás hermanos de la dicha cofradía que me entierren con ella, así como por el otorgamiento testamentario realizado tres años más tarde por Francisco Martín Breva que además obliga a sus cofrades a que se le digan 250 misas en nuestra Santa Vera+Cruz por los frayles de él.
La Hermandad de la Vera+Cruz de Moguer está agregada a la Cofradía del Santo Crucifijo de la Basílica de San Marcelo en Roma, Casa General de la Orden Servita, O.S.M., desde 1625,  beneficiándose así de sus gracias e indulgencias otorgadas a dicha Archicofradía. En la actualidad sus bulas fueron renovadas en 1997 por el Pontífice Juan Pablo II.

### SiglosXVIIIyXIX

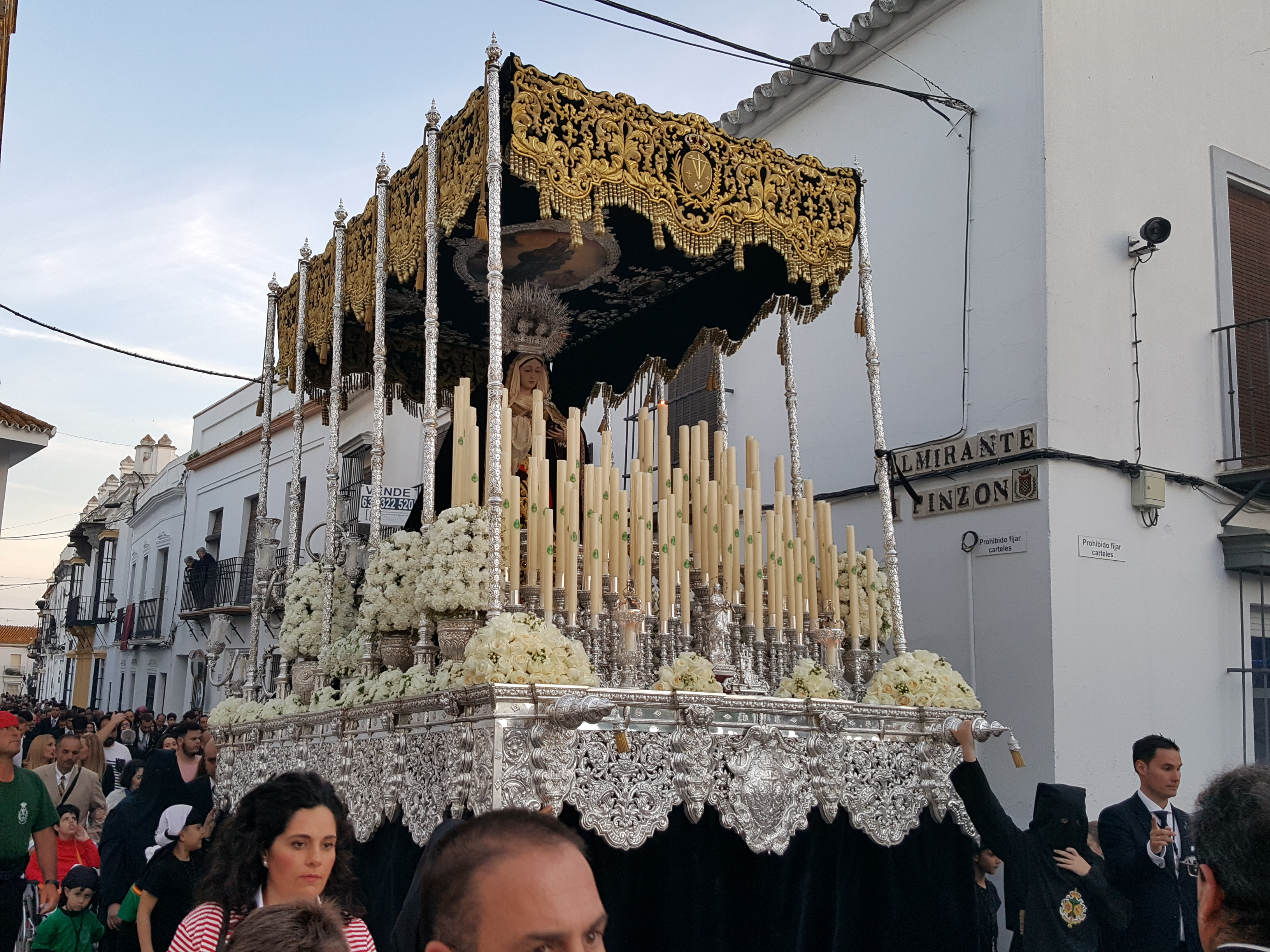
Paso Ntra. Sra. Soledad

Esta cofradía radicaba aún en 1732 en el atrio del Convento de San Francisco, según informe de la visita canónica que se realizó en Moguer, así como también en 1785 fecha en que Pedro González, mayordomo de la cofradía, y su esposa María López piden ser enterrados en la Iglesia Parroquial o de lo contrario en el convento de San Francisco, concretamente en la Capilla de la Vera+Cruz, además por la devoción que María López profesa a la imagen del Cristo de Vera+Cruz que se encuentra en su altar y capilla del citado convento, lega más de 2000 cepas de viña que tiene en el sitio de Cortés a condición de una misa anual rezada cada 3 de mayo.
La cofradía permaneció en San Francisco hasta 1836, fecha en que se llevó a cabo el proceso desamortizador definitivo del convento, aunque ya había sufrido un primer intento desamortizador de bienes urbanos y rústicos a partir de la Real Cédula de 1798 por la que la Junta Suprema establece el modo de ejecutar las enajenaciones. En 1800, el Real Fondo de Amortización de Sevilla, vendió a D. Manuel Sánchez Toscano 2500 cepas pertenecientes a esta cofradía al precio de 2 reales y cuartillo cada una, siendo su Hermano Mayor, D. Pedro Fernández Morodo.
A raíz de la desamortización esta cofradía tuvo que abandonar su capilla situada en el claustro del Convento de San Francisco, estableciéndose en la cercana Iglesia del Monasterio de Santa Clara, de la comunidad clarisa. Este suceso junto con el período de crisis que azotó a las cofradías, hizo que se fusionase con la de Ntra. Sra. de la Soledad, también conocida como Santo Entierro y que por aquellas fechas llevaba dos años sin procesionar. Obtuvo la aprobación de sus estatutos por Real Despacho de 23 de marzo de 1867 de S.M. Dª Isabel II contando más tarde según documento regio fechado en 1896 con la aceptación de Hmno. Mayor por parte de S.M. D. Alfonso XIII y en su nombre por su augusta madre, Dª María Cristina de Habsburgo-Lorena, Reina Regente de España. 
Estos estatutos son el más valiosos testimonio documental de la Hermandad, consta de tres capítulos que se subdividen en artículos que establecen la estructura interna y la organización de la cofradía, sus cultos, la estación de penitencia y la asistencia y el socorro de sus hermanos. 
Esta última actividad consistía en el auxilio en caso de enfermedad o en caso de fallecimiento. La primera se materializaba en la visita a los enfermos y la administración del Santo Viático que debía de acompañarse con cirios encendidos portados por los hermanos hasta la casa del enfermo. En el segundo caso, cuando algunos de sus hermanos fallecían, la Hermandad nombraba una comisión que junto con el capellán y las insignias acompañaban el cortejo fúnebre hasta la parroquia y durante el oficio se ponía al fallecido 12 cirios. Cuando éstos eran hermanos pobres la cofradía corría con los gastos del sepelio. 
Su festividad litúrgica más importante, se celebraba todos los años, el día de la Invención de la Santa Cruz (3 de mayo) con una solemne función (se cantaba misa y predicaba sermón) dedicada al Cristo de la Vera+Cruz a la que debían de acudir todos los hermanos que desearan ganar las gracias e indulgencias concedidas por varios pontífices. Probablemente una de estas bulas fuera el Viva Vois Oráculo o Bula de la Vera+Cruz emitida por el pontífice Paulo III, el 7 de enero de 1536 a favor de la Cofradía de la Vera+Cruz de Toledo, extendiendo sus privilegios posteriormente a todas las cofradías de Vera+Cruz de Castilla y Andalucía.  
Esta festividad de la Invención de la Cruz, queda constatada en la mayoría de las mandas piadosas y memorias fundadas a cambio de misas celebradas ante la imagen del Cristo el día 3 de mayo. Es el caso de José Ramírez, que en 1716 funda una memoria de una misa rezada por su alma y la de su mujer Josefa del Hoyo, entregando 3 reales por cada misa, destinando además 9 reales del tributo para cera y gastos de la cofradía o el de Francisco Manuel [...] y su suegro Pedro Pinzón que ceden el tributo de tierra que poseen a la Cofradía a cambio de una misa rezada para siempre jamás en su capilla, teniendo los hermanos la obligación de dar 3 reales de limosna y de destinar el resto del tributo para cera. 

#### Hermandad de la Soledad y Santo Entierro. Orígenes y fundación

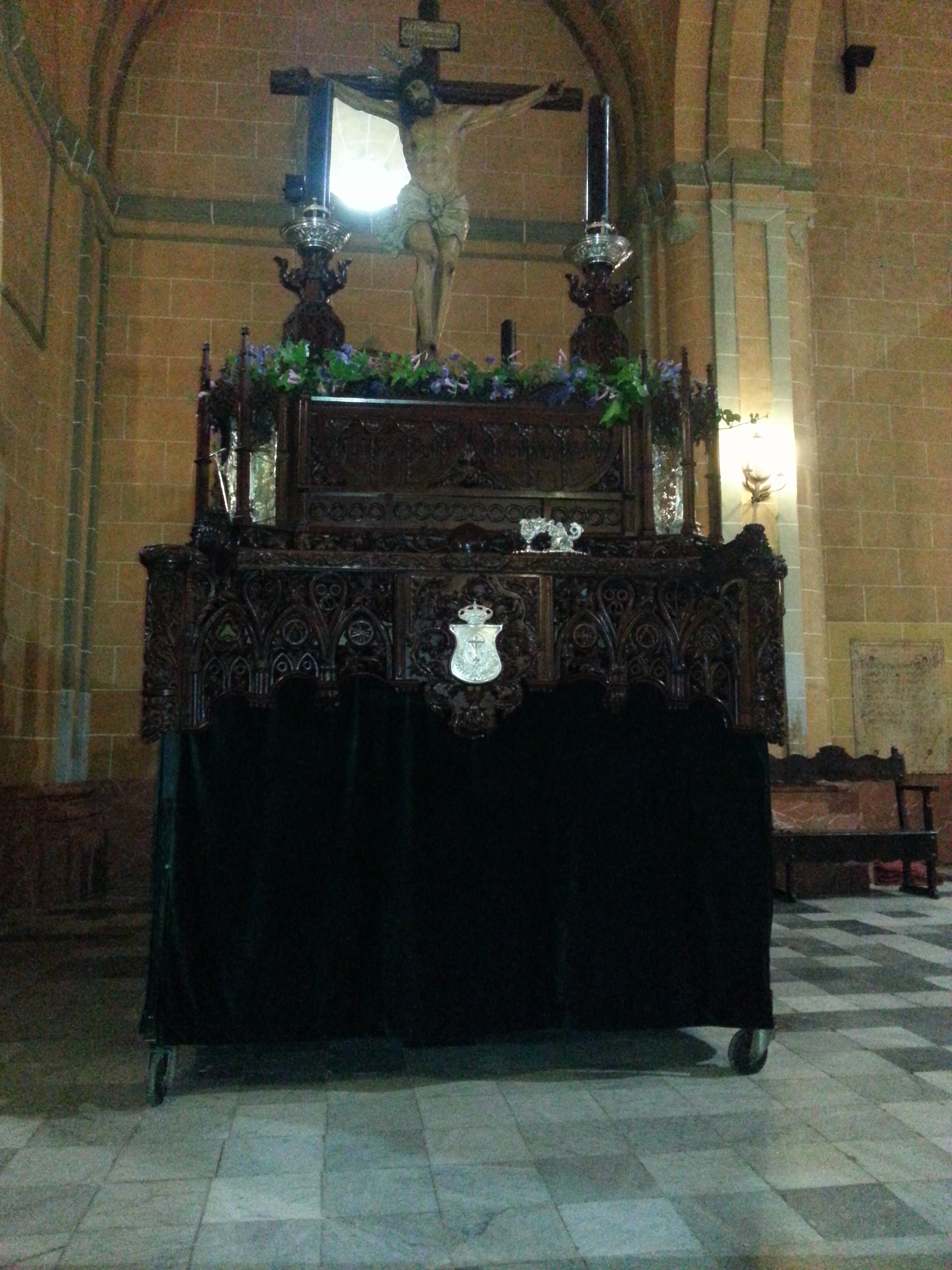
Paso Cristo Vera-Cruz

La cofradía de la Soledad, se remonta a la segunda mitad del siglo XVI, cuenta con reglas desde 1574. Un año más tarde, lleva a cabo la fundación de su capilla, concretamente cuando García Ribera, Ministro Provincial de la Comunidad otorgó licencia para la edificación de ésta “a espaldas del refectorio de este convento comenzando desde la portería hasta la huerta”. La licencia obtenida especifica que la capilla debería de contar con retablo, reja y hornamentos cáliz de plata para llevar a cabo todas las actividades religiosas que en todo momento eran realizadas por los frailes menores “agora y en todo tiempo los sufragios, missas, bísperas, predicaciones y procesiones y todo lo demás que en la dicha capilla se vuire de dezir y celebrar se diga y celebre por los frayles de este dicho convento.” 
Se trataba de una construcción que discurría siguiendo un eje perpendicular acodado al de la iglesia del propio convento, abriéndose al atrio o compás del mismo, propiciando que años más tarde con la demolición del muro del compás, se conociera dicho espacio urbano como Plaza de la Soledad. 
Por la documentación existente en el Registro de la Propiedad de Moguer se conoce las dimensiones y linderos de la capilla, esta se componía “de una nave principal de 28 m de longitud, que parte de este a oeste, y 7,5 m de latitud y dos habitaciones, al norte una, con frente a la calle o plazoleta que era el compás o entrada del Convento, con 5,86 m de longitud, y latitud de 3,35 m, y la otra, en el extremo opuesto, de 6 m de longitud y 5 de latitud, sin corra; linde norte, casa de D. Francisco Thorices; sur, el referido Convento de San Francisco; este huerta de D. Francisco Thorices; y oeste, la referida plazoleta, sin número” (finca con nº de registro 1561, ff. 121v, del libro 14, tomo 39) 
Diez años más tarde, en 1585, el Hermano Mayor de la Soledad, Antonio Rodríguez y los maestros albañiles Manuel Caraballo y Antón García suscribieron el contrato para la realización de una obra en la capilla, consistente en la modificación de su cúpula y el embellecimiento del edificio, quizás también para estar más en consonancia con las actividades religiosas que tenían lugar en ella.
La cofradía gozaba de gran devoción, ocupaba el 4º puesto de las advocaciones marianas preferidas por la población, y el primero en cuanto a advocaciones dolorosas según el estudio de las mandas testamentarias comprendidas entre 1671-1701 realizado por los estudiosos onubenses Lara Ródenas y González Cruz. 
Muestra de esta preferencia devocional, son las mandas testamentarias. Este es el caso de Juana de Abreu que en 1617 dona a la Virgen de la Soledad un jubón de tela blanca y cien reales para ayuda a una corona, así como las memorias fundadas en 1784 por Dª Leonor Conde de una misa cantada el día 6 de abril de cada año en la Capilla de la Soledad, previa limosna de 15 reales y la realizada por Juana Martín la Mondragona que asignó en su testamento a la cofradía la cantidad de 1000 ducados a cambio de 22 misas cantadas cada año más 170 rezadas"dando de lismona por cada una dos reales y medio de vellón y el residuo que quedase de los redictos de dichos 1000 ducados se aprovechase para los gastos y necesidades de la cofradía"

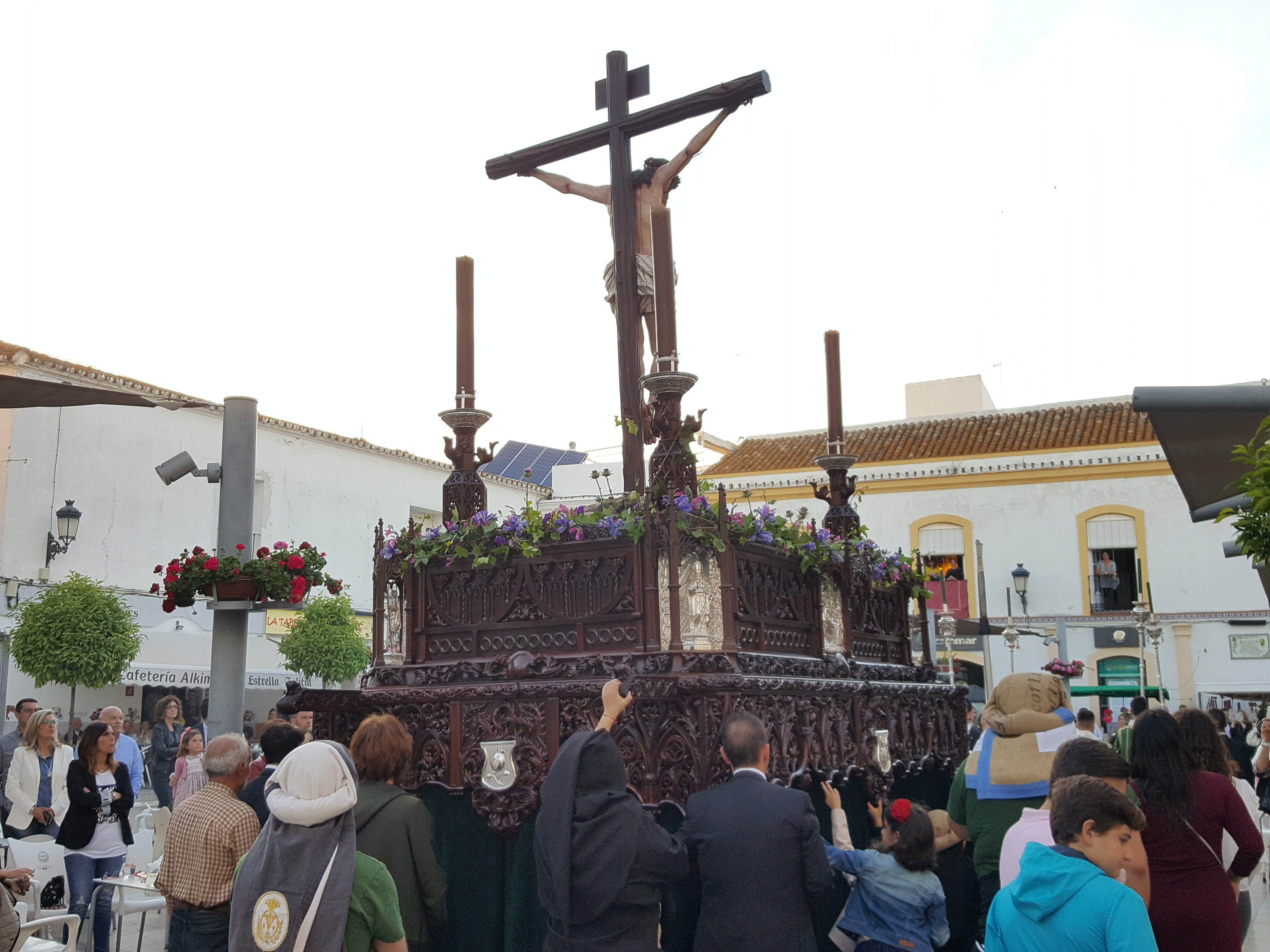
Paso Cristo Vera-Cruz.

En 1800 sufre las primeras enajenaciones de sus bienes urbanos y rústicos, tal es el caso de la venta efectuada por D. Francisco González Cedreoza, abogado de los Reales Consejos, Corregidor y Capitán de Guerra y como Juez y en representación de la Cofradía de la Soledad, debido a que su Hermano Mayor, D. José Hernández Pinzón había fallecido, a Don Manuel Sánchez Toscano de 6850 cepas situadas en la finca conocida como La Rica junto con el pinar situado al sitio de la Junta del Molinillo conocido en el topónimo moguereño como Pinares de la Soledad. 
La invasión francesa también afectó a la cofradía pues en su capilla, instalaron las tropas napoleónicas su cuartel general, este suceso junto la desamortización de 1836 hicieron que la cofradía perdiera su capilla. Trasladándose en un primer momento a la Iglesia Conventual de Santa Clara, para posteriormente, tras la petición efectuada por Ignacia Hernández Pinzón en 1852, trasladarse a la Parroquia, concretamente tuvo su altar en el testero de la fachada principal.
La cofradía de la Soledad, en el ámbito de la acción social destacó por el casamiento de doncellas huérfanas pobres, mediante la administración de patronatos. Concretamente tenía a su cargo la administración del que fundara Teresa de la Torre, junto al vicario de la parroquial, Francisco de Arjona Ximénez, al guardián del Convento de San Francisco, Pedro de la Torre y en la calidad de mayordomo de la cofradía, Francisco Chacón Enríquez, juntos llevaron a cabo numerosas dotes entre las que se destaca la del 27 de agosto de 1715, cuando se libra una carta de pago a favor de Francisco Romero casado con Mensía del Hoyo beneficiada de la memoria por la cantidad de 20 ducados para su casamiento. 
La cofradía de la Soledad estuvo afectada directamente por la política religiosa llevada a cabo por Carlos III, al prohibir que se realizasen estaciones de penitencia una vez puesto el sol. A lo que sus Hermanos Mayores, Manuel Cobano Arjona, titular del Santo Oficio en Moguer y D. José Joaquin Hernández Pinzón recurren al Supremo Consejo de Castilla el 14 de mayo de 1782 para que le fuera anulada dicha supresión debido a que la cofradía se recogía media hora después de la oración “por no ser corta la estación ni ligeros los pasos”, quedando el recurso en un intento fallido al mantenerse tal prohibición sin distinción alguna. Esta supresión trajo como consecuencia, la modificación de la estación de penitencia de la cofradía en detrimento de las limosnas que recibía por ello, por lo que pudiera apuntarse que la citada supresión fuera en parte la causante de la crisis en la que sucumbió la cofradía que incluso dejó de hacer estación de penitencia dos años hasta producirse la fusión con la cofradía de la Vera+Cruz.
Ambas cofradías se vieron inmersas en una crisis a pesar de su fusión, pues esta no fue aceptada por el clero, no reconociéndola como una sola cofradía, pues había sido aprobada por una autoridad civil en vez de por una eclesiástica. Por tanto no se le reconocía su antigüedad en los diversos actos, ni sus tradiciones ni su organización hasta dar lugar a más de un enfrentamiento, con el clero y la autoridad municipal moguereña, al prohibirse la estación de penitencia de las cofradías ya fusionadas en la Iglesia de Santa Clara. Posteriormente en los sucesos del 36 fue una de las cofradías más afectadas al perder no solo sus imágenes y patrimonio artístico, sino también su archivo que por aquel entonces se encontraba en un armario en la Parroquia. 

#### Refundación y cogobierno con Hermandad del Cristo de la Victoria
La Hermandad tal y como la conocemos hoy, se fragua entre 1941-42 y reorganiza en 1943, al amparo del nacimiento de una nueva Hermandad sin precedente histórico alguno y bajo el influjo de las hermandades de excombatientes fundadas en Huelva y Sevilla. Si bien la nueva cofradía del Cristo de la Victoria y la Virgen de la Paz, fue dirigida por un grupo de moguereños de alta sociedad que nunca reivindicaron un pasado bélico. Mientras que se adquirían las nueva imagen del Nazareno de la Victoria, sus fundadores deciden reorganizar también la antigua cofradía de la Vera+Cruz 

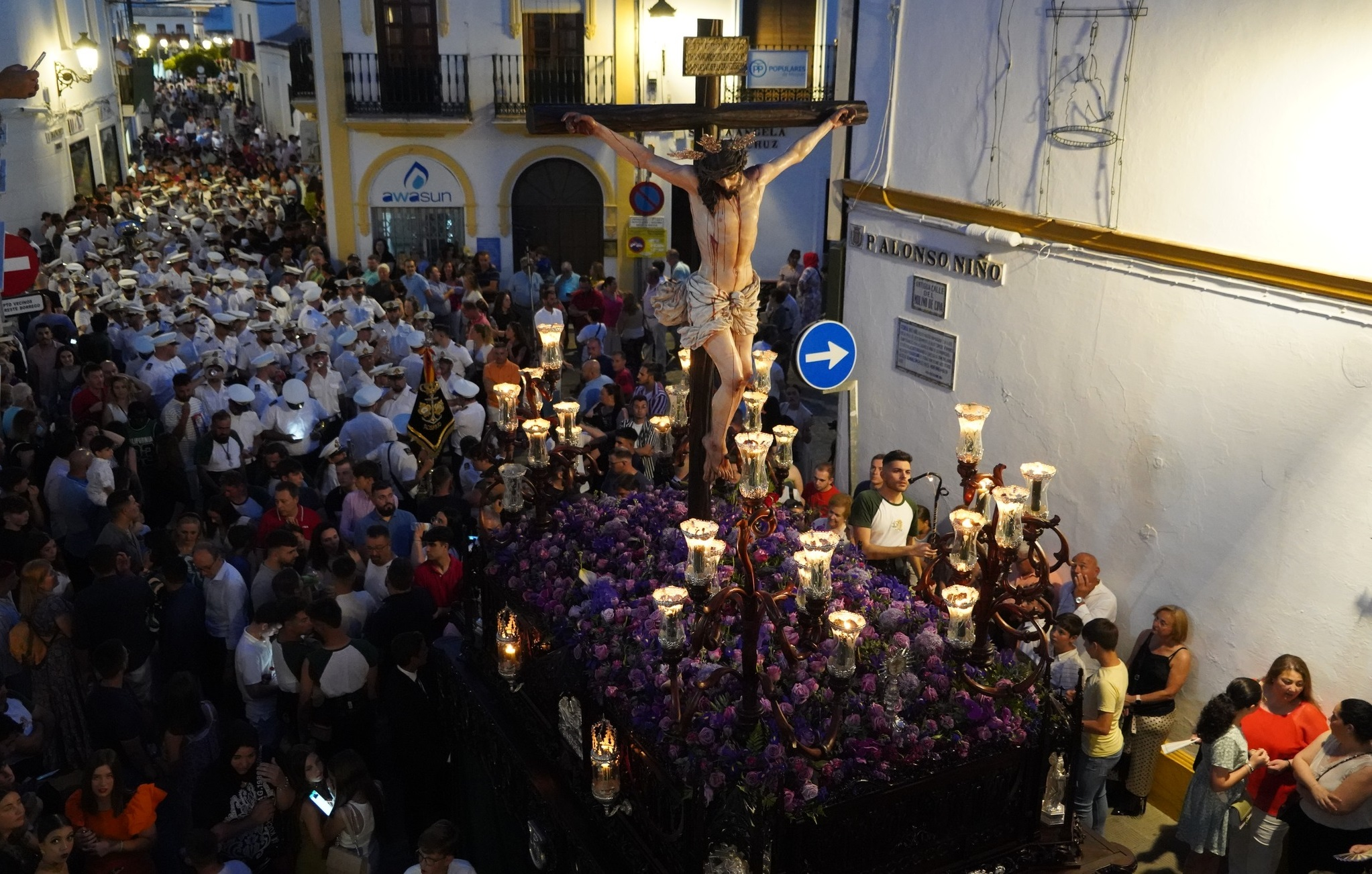
Salida 450 aniversario fundación.

La Hermandad actual es el resultado de la fusión de las cofradías penitenciales con más antigüedad y solera de Moguer. Cuenta con una amplísima trayectoria no exenta de avatares que mermaron su existencia como: el terremoto de Lisboa, la invasión francesa, la desamortización y los sucesos del 36, a pesar de ello, aún perviven y resurgen gracias a un grupo de parroquianos apoyados por los sacerdotes de la Parroquia que impulsaron su reorganización, fundándose incluso una nueva cofradía, la de Real, Ilustre y Franciscana Cofradía de Nuestro Padre Jesús de la Victoria, Maria Santísima de la Paz y San Juan Evangelista que actualmente procesiona en la tarde del Miércoles Santo.
La celebraciones por el 450 aniversario contó con multitud de actos. El acto inicial se desarrolló en diciembre de 2021 con la conferencia sobre el orígenes e historia de la hermandad a cargo de Juan Hernández Morales en la iglesia del Convento de San Francisco, sede fundacional de la Hermandad, donde también se develó una placa conmemorativa en el espacio donde se ubicaba la primitiva Capilla del Cristo de la Vera-Cruz. La iglesia conventual de Santa Clara, antigua sede de la hermandad, también fue testigo del encuentro con los cruceros para dar comienzo al trienio conmemorativo que tendrá lugar con motivo de su 450 Aniversario.
Los actos culminaron con un triduo extraordinario y la salida en procesión del Cristo de la Vera-Cruz en junio de 2023 así como la peregrinación de la Hermandad al Santuario de la Vera-Cruz de Caravaca (Murcia) para el mes de septiembre.